# 聖赫勒拿號貨輪
聖赫勒拿號是英國海外領土聖赫勒拿的貨輪（載運貨物和乘客）。她在開普敦和聖赫勒拿島之間航行，定期穿梭於阿森松島。有時還為鲸湾港提供往返開普敦的航線。她每年兩次到訪波特兰岛，在西班牙港口維戈（北行）和特内里费岛（南行）正常停靠，直到2011年10月11日，她在最後一次航行中從英國港口啟航。
2018年2月10日，她從聖赫勒拿出發前往開普敦，進行最後一次旅行。在她從聖赫勒拿島退役時，她是世界上僅有的四艘仍具有英国皇家邮轮地位的船舶之一。因此包括當地媒體在內的當地人通常稱她為“RMS”而不是“聖赫勒拿號”，以免將她與島嶼本身混淆。
2018年4月，她被MNG Maritime收購，並更名為“MNG Tahiti”，在阿曼灣獲得英國國際貿易部(DIT)許可作為艦載軍械。2018年10月，MNG賣掉了這艘船，她返回英國，再次更名為“聖赫勒拿號”。

## 背景資料
以前，聖赫勒拿島偶爾有聯合城堡線的船隻在英國和南非之間運行。到1970年代，走這條路線的船隻數量顯著下降，聯合城堡在1977年底取消了這條路線。由於聖赫勒拿島沒有機場，英國政府不得不從開普敦購買一艘船來為這個偏遠的島嶼及其附屬地提供服務。
英國政府購買了部分客船、部分貨船北國王子號來履行服務聖赫勒拿島的職責，經過改裝和更名後成為第一艘聖赫勒拿。這艘改裝後重3,150噸船最初建於1963年，可容納76名乘客。這艘船在馬島戰爭期間被皇家海軍用作掃雷支援艦。到了1980年代，這艘船顯然太小了，無法滿足島上的需求，因此在1989年建造了新的“聖赫勒拿號”。
島上沒有適合大型船隻停靠的港口，因此聖赫勒拿號停靠在該島附近，並在駁船上裝卸貨物。

## 特點和特徵

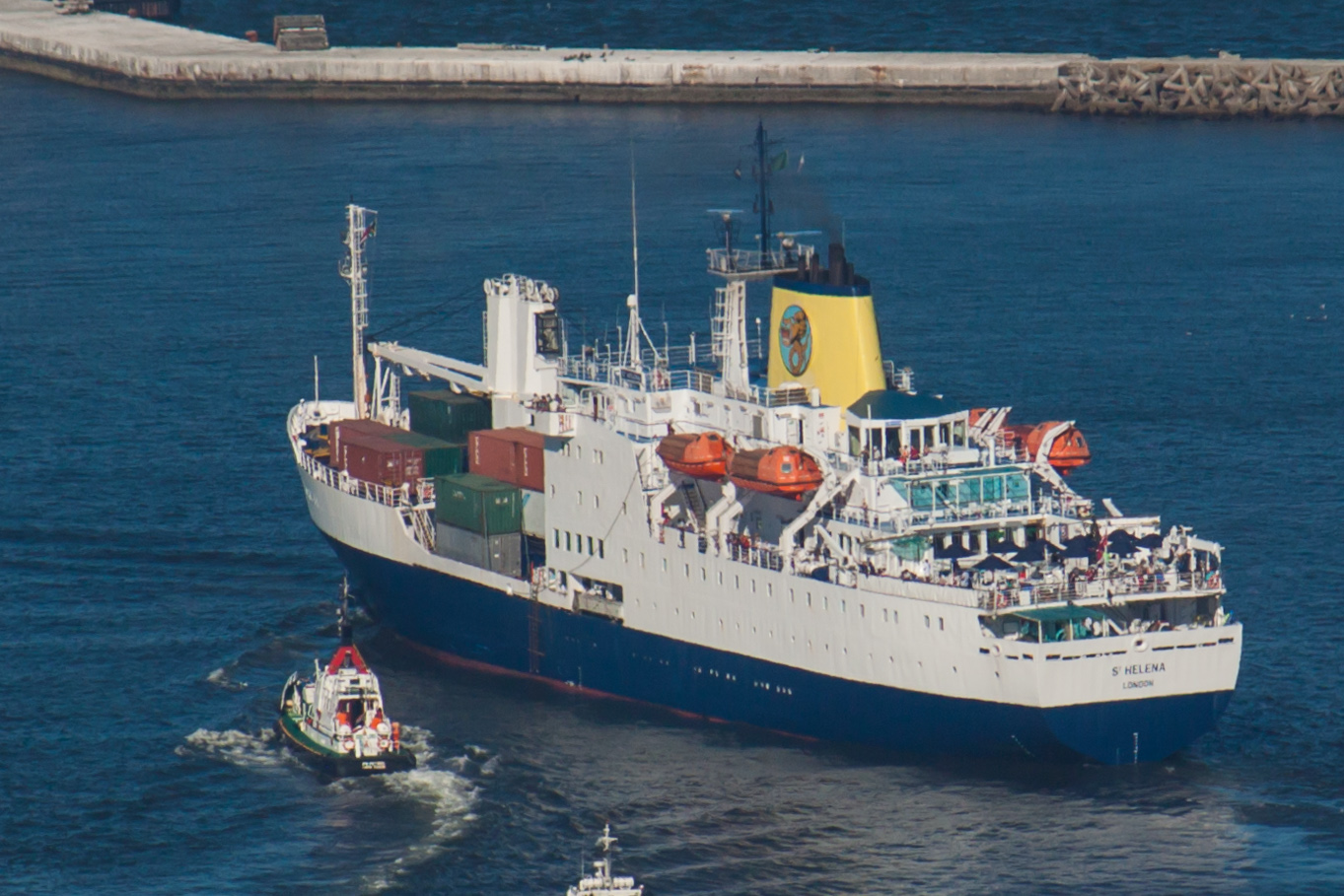
聖赫勒拿號在2013年於開普敦航行。

新的聖赫勒拿號，是最後一艘在阿伯丁建造的船，由霍爾羅素公司於1989年推出。“聖赫勒拿號”是一艘英國註冊的1級客/貨船，擁有56和船員。聖赫勒拿號 配備了運載各種貨物（包括液體）的設備，以滿足聖赫勒拿島居民的需求。她還擁有可容納155名乘客的泊位和相關設施，包括游泳池、商店和休息室。她還擁有設備齊全的醫療設施和一名船上醫生。2012年，該船的容量得到了擴展，增加了24個額外的客艙泊位，並安裝了一個新的健身房。一些消息來源稱她有“貝蒂藍桶”的綽號。
AW船舶管理公司有一項一攬子交易，乘客可以乘坐聖赫勒拿號后再乘坐英國皇家空軍的航班往返在英格兰布里澤諾頓的阿森松島皇家空軍基地和布萊茲諾頓皇家空軍基地。
到2010年代，許多建設機場的建築工人和南非遊客都是聖赫勒拿號的乘客。船上文化從以前的聯合城堡線中繼承下來的，儘管形式隨著客戶群的變化而變得寬鬆。

## 意外
1999年11月，“聖赫勒拿”號在前往該島的途中拋錨，被迫進入法國港口布雷斯特進行維修。在修船期間，許多人被困在島上無法進出。隨著島民開始擔心重要物資無法交付，恐慌性購買隨之而來。這一事件加劇了為該島興建機場的呼聲。
2000年8月25日，“聖赫勒拿”號在從加的夫前往特內里費島的第一站航行途中遭遇了輕微的機房火災。沒有人受傷，也沒有重大損失。
2017年3月和2017年4月，由於螺旋槳問題，許多從開普敦至聖赫勒拿島的航行被取消，導致該島因機場仍未運營而被孤立。

## 近期狀況

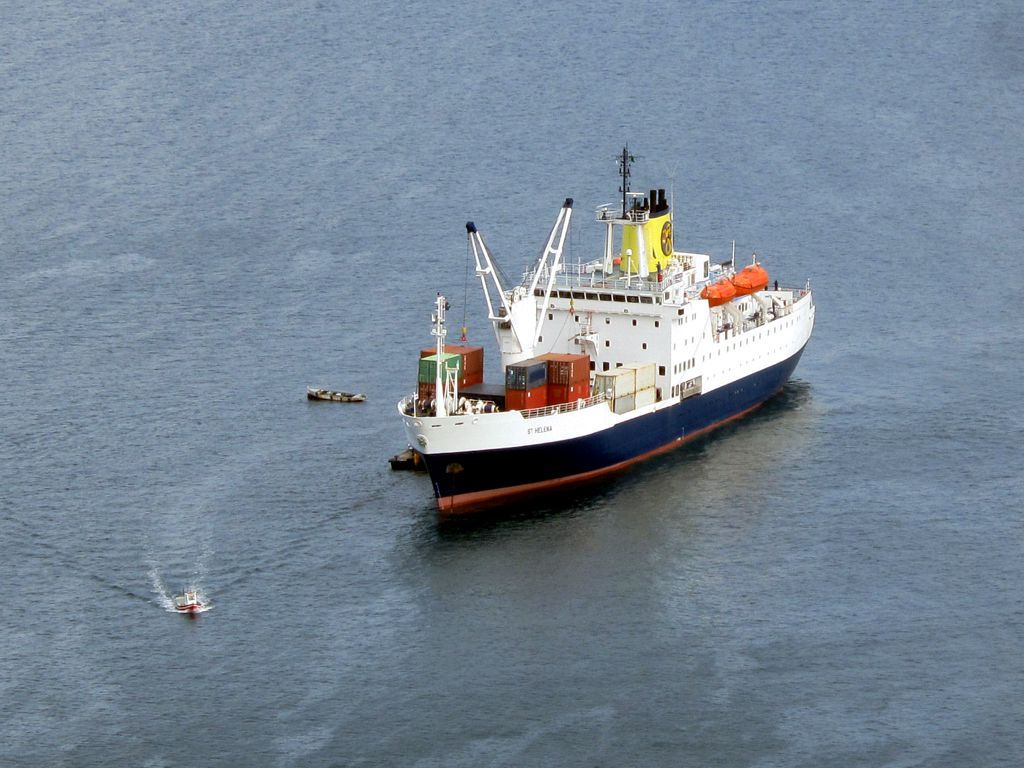
2014年的聖赫勒拿號

2005年，英國政府宣布計劃在聖赫勒拿島建造一座機場，這將導致“聖赫勒拿號”退出服務。機場最初預計2010年駕駛建設，但直到2011年10月才獲批，2012年開工。該項目的估計成本為2.4億英鎊，機場原定於2016年第一季開放。然而，出於對風切變的擔憂，2016年4月26日，聖赫勒拿政府宣布無限期推遲聖赫勒拿機場的開放時間。聖赫勒拿號因此恢復服務。
這次航行原本打算作為她的最後一次航行，於2016年6月14日從英國開始，於7月15日在開普敦結束，途中停靠特內里費島、阿森松島和聖赫勒拿島。作為告別航程的一部分，皇家郵政組織了一次與來自加的夫和聖赫勒拿的學生的信件交流。然而，由於機場延遲開放，作為臨時措施，聖赫勒拿號需要繼續為島上居民服務。該船最初計劃運行到2017年7月，然後被推遲至2018年2月。聖赫勒拿機場於2017年10月14日開通定期客運航班後，“聖赫勒拿”號郵輪正式退出服務，她最後一次從聖赫勒拿島啟航是在2018年2月10日。
聖赫勒拿島的貨運服務已由MV 赫勒拿號貨船接管，但載客數量有限，而郵件和其他快遞貨物則由客機接管。MV 赫勒拿號上的第一位乘客表示，與聖赫勒拿號不同，這艘新船的容量較低，雖然一些前RMS的員工已成為新船上的船員，但船的設計明顯偏向搭載貨物。
2018年4月，“聖赫勒拿”號被MNG Maritime購買，並作為在阿曼灣名為“MNG Tahiti”的艦載軍械庫投入使用，為航行的船隻提供武器以通過印度洋海盜活動加劇的高風險區域。2018年10月，該船轉售給澤西的聖赫勒拿有限公司，並於2019年進行了改裝，作為電動SUV賽車系列賽Extreme E的運輸船及移動中心。她被用作將包括賽車在內的所有設備運送到比賽地點。